# Piazza della Minerva

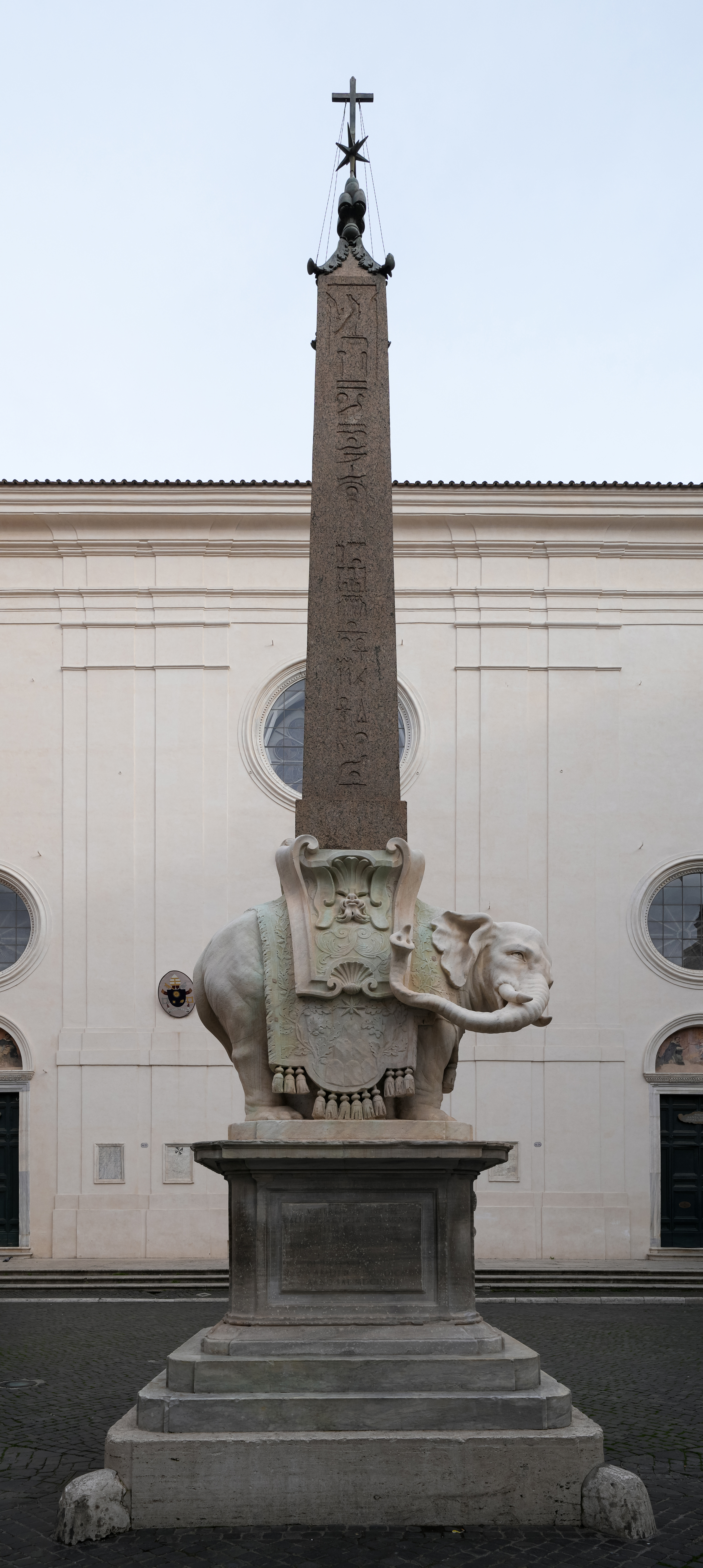
Het Olifantje van Bernini op de Piazza della Minerva

De Piazza della Minerva is een klein plein in het centrum van de Italiaanse hoofdstad Rome.
Het plein ligt op het Marsveld, vlak bij het Pantheon. Het is genoemd naar de basiliek Santa Maria sopra Minerva, die aan het plein staat. Deze kerk heeft haar naam weer ontleend aan de Tempel van Minerva Chalcidica, die rond 50 v.Chr. in opdracht van Pompeius Magnus niet op deze plaats, maar 200 meter verderop gebouwd was. Naast de basiliek staat het bijbehorende Dominicaner klooster. Op het plein zelf staat het Olifantje van Bernini, ontworpen door de kunstenaar Bernini, waarop een oude Egyptische obelisk is geplaatst.